# De fortabte sjæles ø
De fortabte sjæles ø er en dansk fantasyfilm fra 2007, baseret på en roman af samme titel skrevet af Jacob Weinreich. Filmen er instrueret af Nikolaj Arcel, der med Rasmus Heisterberg tillige har skrevet manuskriptet.
De fortabte sjæles ø vandt i 2008 fem Robertpriser i kategorierne Årets børne- og familiefilm, Årets sminkør, Årets scenograf, Årets lyd/sounddesign og Årets special effects/lys. Herudover var filmen nomineret i yderligere fem kategorier, herunder bedste instruktør.

## Handling
Den 14-årige hovedperson Lulu flytter til en lille provinsby med sin mor og lillebror, hvor hun keder sig og drømmer om en mere magisk verden. Pludselig besættes lillebroderen af en ånd, og hun må søge hjælp hos rigmandssønnen Oliver, og den clairvoyante opfinder Ricard. Sammen kæmper de mod de mørke kræfter, der gemmer sig på De fortabte sjæles ø.

## Medvirkende
| Skuespiller            | Rolle                       |
| ---------------------- | --------------------------- |
| Sara Langebæk Gaarmann | Lulu                        |
| Lucas Munk Billing     | Sylvester                   |
| Lasse Borg             | Oliver                      |
| Nicolaj Kopernikus     | Richard                     |
| Lars Mikkelsen         | Necromancer                 |
| Anette Støvelbæk       | Beate                       |
| Anders W. Berthelsen   | Herman                      |
| Beate Bille            | Linea                       |
| Frank Thiel            | Olivers Stedfar             |
| André Babikian         | Klavs                       |
| Camilla Bendix         | Ekstra stemme               |
| Ulle Bjørn Bengtsson   | Ekstra stemme               |
| Gerard Carey Bidstrup  | Ung spansk fyr              |
| Anni Ribir Binisen     | Ung pige                    |
| Kadhim Faraj           | Spøgelse – Araber           |
| Mathilde Fock          | Ekstra stemme               |
| Einar Gensø            | Flyttemann 1                |
| Henrik Grundtmann      | Spøgelse -Viking            |
| Thomas Hedemann        | Bogholder                   |
| William Sehested Høeg  | Søn 1                       |
| Markus Emil Jensen     | Søn 2                       |
| Ole Juncker            | Journalist                  |
| Hakikta Najin Kirdan   | Ekstra stemme               |
| Hector Vega Mauricio   | Ekstra stemme               |
| Peter Michaelsen       | Dansende håndværker         |
| Lotte Munk Fure        | Magenta                     |
| Stefania Omarsdottir   | Tynd kvinde                 |
| Hazim Osman            | Ekstra stemme               |
| Egill Pálsson          | Ekstra stemme               |
| Søren Poppel           | Turist                      |
| Frans Pozzo            | Spøgelse – Indianer         |
| Earth M. Reeves        | Spøgelse – Stammekriger     |
| Patricia Schumann      | Kæresten til ung spansk fyr |
| Nikolaj Arcel          | Tegnefilms figur (stemme)   |

## Amerikansk genindspilning
I sommeren 2008 blev det offentliggjort, at filmen vil blive genindspillet i USA . Instruktøren Nikolaj Arcel skal igen stå i spidsen, mens Jennifer O'Kieffe skriver manuskriptet. Filmen havde en planlagt amerikansk premiere i 2011.

## Eksterne links
- De fortabte sjæles ø på Internet Movie Database (engelsk)
- De fortabte sjæles ø på Filmdatabasen
- De fortabte sjæles ø på danskefilm.dk
- De fortabte sjæles ø på danskfilmogtv.dk
- De fortabte sjæles ø på Scope
- De fortabte sjæles ø i Svensk Filmdatabas (svensk)
- De fortabte sjæles ø på AlloCiné (fransk)
- De fortabte sjæles ø på MovieMeter (nederlandsk)
- De fortabte sjæles ø på AllMovie (engelsk)
- De fortabte sjæles ø hos British Film Institute (engelsk)